# Stig Ramsing
Stig Ramsing, född 29 februari 1948, är en dansk skådespelare. Han är numera bosatt i Skånes Fagerhult.

## Karriär
Ramsing debuterade som skådespelare i Jomfru Ane Teatret i Ålborg 1970-71. Han var också manusförfattare till bl.a. den danska filmen Side om side for rødt från 1977, som han också regisserat.

## Filmografi
- Kniven i hjertet (1981)
- Belladonna (1981)
- Hvor er Alice? (1981)